# Rui Dabó
Rui Suleimane Camara Dabó (Setúbal, 5 ottobre 1994) è un calciatore portoghese naturalizzato guineense, portiere dell'Oliveirense e della nazionale guineense.

## Carriera

### Club
Dopo aver giocato nelle giovanili del Vitória Futebol Clube, nel 2013 viene acquistato dal Caldas. Nel 2014 si trasferisce al Pinhalnovense. Nel 2016 passa al Cova Piedade.

### Nazionale
Nel marzo 2016 viene convocato dalla nazionale, per la qualificazioni alla Coppa d'Africa 2017. Nel 2017 viene convocato per la Coppa d'Africa 2017.